# Kelvin Kiptum
Kelvin Kiptum Cheruiyot (2 tháng 12 năm 1999  –  11 tháng 2 năm 2024) là một vận động viên chạy bộ đường dài và đã phá kỷ lục chạy cự ly Marathon (thời gian hoàn thành là 2:00:35), là người duy nhất trong lịch sử chạy cự ly marathon dưới thời gian 2:01:00 trong một cuộc thi marathon được công nhận. Kiptum nắm giữ ba vị trí trong số sáu thành tích chạy marathon nhanh nhất.
Anh đã chạy cự ly marathon lần đầu tiên nhanh nhất từ trước đến nay tại giải Valencia Marathon năm 2022, trở thành nam vận động viên marathon thứ ba trong lịch sử đã vượt qua mốc qua hai giờ hai phút.  Kiptum đã tham gia giải chạy World Marathon Major, giành chiến thắng tại Marathon London năm 2023 với thời gian nhanh thứ hai trong lịch sử là 2:01:25, chậm hơn 16 giây so với kỷ lục thế giới lúc bấy giờ do Eliud Kipchoge nắm giữ (2:01:09).
Trong cuộc thi Marathon Chicago năm 2023, Kiptum đã lập kỷ lục thế giới cự ly marathon mới với thời gian 2:00:35.
Kiptum qua đời ngày 11 tháng 2 năm 2024, trong một vụ tai nạn giao thông tại quê nhà Kenya, chỉ vài ngày sau khi kỷ lục của anh được Liên đoàn điền kinh thế giới chính thức phê chuẩn.